# Província de Pattani
Pattani (tailandès ปัตตานี) és una de les províncies del sud (changwat) de Tailàndia. Les províncies fitant (des del sud-est en el sentit de les manetes del rellotge) Narathiwat, Yala i Songkhla.